# Jindřiška Mendlová
Jindřiška/Henrietta Mendlová, svobodná paní z Wallersee, německy: Henriette Mendel, Freiin von Wallersee, (31. července 1833, Darmstadt – 12. listopadu 1891, Mnichov) byla německá herečka a první manželka bavorského vévody Ludvíka.

## Život
V letech 1852 až 1853 vystupovala v hesenském velkovévodském divadle v Darmstadtu a o rok později v augšpurském divadle. Zde ji spatřil a zamiloval se do ní bavorský princ Ludvík. Vztah byl pro oba velmi obtížný, protože Ludvík nebyl pouze prvorozeným synem bavorského vévody Maxe, ale také švagrem rakouského císaře Františka Josefa I., za kterého se v roce 1854 provdala jeho sestra Alžběta. Královská i vévodská rodina považovala herečku za nežádoucí osobu a postavila se proti případnému sňatku. Příznivě nakloněna půvabné herečce prý ale byla císařovna Alžběta.
Po narození prvního dítěte, pozdější hraběnky Marie Larischové, 24. února roku 1858, došlo ke sblížení s vévodskou rodinou. Když Henrietta otěhotněla podruhé, bylo rozhodnuto o morganatickém sňatku. 9. března se Ludvík musel vzdát svého vysokého postavení, totiž práv k následnictví bavorského trůnu. Dne 9. května 1859 pak Henrietta porodila syna Karla Emanuela a o deset dnů později jí byl bavorským králem Maxmiliánem II. udělen šlechtický titul svobodná paní z Wallersee. Svatba se uskutečnila 28. května 1859 v Aušpurku. Syn zemřel v srpnu ve třech měsících věku; další děti již pár neměl.
Zemřela v roce 1891 na rakovinu žaludku a její manžel se 19. listopadu 1892 oženil s o čtyřicet let mladší baletkou Barbarou Antonií Barthovou.

## Potomci
- Marie Louisa (24. února 1858 – 4. července 1940), sehrála nezáviděníhodnou úlohu v případu úmrtí svého bratrance, korunního prince Rudolfa v roce 1889, protože věděla o jeho mileneckém vztahu s Mary Vetserovou.
- Karel Emanuel (9. května 1859 – 1. srpna 1859)